# Honky (album)
Albums de Melvins
Stag
(1996) Singles 1-12
(1997)
Honky est un album des Melvins sorti en 1997 chez Amphetamine Reptile Records.
Il est largement considéré comme l'album le plus expérimental du groupe. C'est leur premier album après leur éviction de chez Atlantic.
Il contient un mélange du son rock caractéristique des Melvins, d'expérimentations avec des drones et des ambiances musicales singulières, et même certains éléments électroniques atypiques.
Un clip a été réalisé pour Mombius Hibachi. Lovely Butterfly est devenue une chanson culte et continue d'être jouée aujourd'hui. La dernière piste, In the Freaktose the Bugs are Dying se termine par environ 25 minutes de silence.

## Pistes
1. They All Must Be Slaughtered (Melvins) – 8:17
2. Mombius Hibachi (Melvins) – 1:58
3. Lovely Butterfly (Melvins) – 2:10
4. Pitfalls In Serving Warrants (Melvins) – 3:36
5. Air Breather Deep In The Arms Of Morphius (Melvins) – 12:12
6. Laughing With Lucifer At Satan's Sideshow (Melvins) – 2:16
7. HOW --++-- (Melvins) – 3:26
8. Harry Lauders Walking Stick Tree (Melvins) – 3:17
9. Grin (Melvins) – 4:11
10. In The Freaktose The Bugs Are Dying (Melvins) – 29:23

## Personnel
- Buzz Osborne - Guitare, chant
- Dale Crover - Batterie
- Mark Deutrom - Basse
- Katherine Bjelland - Chant additionnel
- Mac Mann - Piano, cloches et Synthétiseur
- David Scott Stone - Cymbale tordue et oscillateurs

## Sources
- (en) Cet article est partiellement ou en totalité issu de l’article de Wikipédia en anglais intitulé « Honky (album) » (voir la liste des auteurs).